# Боґдай
Боґдай (пол. Bogdaj) — село в Польщі, у гміні Сосне Островського повіту Великопольського воєводства.
Населення — 416 осіб (2011).

## Демографія
Демографічна структура станом на 31 березня 2011 року:
|          | Загалом | Допрацездатний вік | Працездатний вік | Постпрацездатний вік |
| -------- | ------- | ------------------ | ---------------- | -------------------- |
| Чоловіки | 211     | 45                 | 140              | 26                   |
| Жінки    | 205     | 40                 | 110              | 55                   |
| Разом    | 416     | 85                 | 250              | 81                   |